# Ignorance pluraliste
En psychologie sociale, l'ignorance pluraliste est un processus qui fait intervenir plusieurs membres d'un groupe qui pensent qu'ils ont des perceptions, des croyances ou des attitudes différentes du reste du groupe. Bien qu'elles n'approuvent pas la norme du groupe, les personnes dissidentes se comportent comme les autres membres du groupe, parce qu'elles pensent que le comportement des autres membres du groupe montre que l'opinion du groupe est unanime. En d'autres termes, parce que tous ceux qui ne sont pas d'accord se comportent comme s'ils l'étaient, tous les membres dissidents pensent que la norme est approuvée par chaque membre du groupe sauf eux. Cela renforce à son tour leur volonté de se conformer à la norme du groupe, et de n'exprimer aucun désaccord.
À cause de l'ignorance pluraliste, des gens peuvent se conformer à l'opinion consensuelle apparente d'un groupe, au lieu de se comporter selon leur propre perception et pensée.